# Paratrochosina murina
Paratrochosina murina är en spindelart som först beskrevs av Cândido Firmino de Mello-Leitão 1941. 
Paratrochosina murina ingår i släktet Paratrochosina och familjen vargspindlar. Inga underarter finns listade i Catalogue of Life.